# Warlock: Master of the Arcane
A Warlock: Master of the Arcane egy körökre osztott stratégiai játék, amelyet a 1C:Ino-Co Plus fejlesztett és a Paradox Interactive adott ki 2012. május 8-án Microsoft Windowsra.

## Játékmenet
A Warlock: Master of the Arcane játékban a fiktív Ardania a történések színhelye, a Majesty játékok is ugyanebben a világban játszódnak. A játékmenet számos hasonlóságot mutat a Civilization V játékkal. A hatszögekre osztott térképen helyezheti el a játékos városait, épületeit és katonai egységeiket, amelyekből hatszögenként csak egy lehet. Ahogy a városok népessége nő, úgy építhet egyre több épületet, amely a város körüli hatszögek egyikét foglalja el. Az épületek lehetővé teszik az élelem, a pénz, a mana és a fejlesztési pontok gyűjtését, egyes egységek gyártását, illetve bizonyos előnyöket nyújthatnak az egységeknek. A katonai egységekkel lehet az ellenséges egységeket, a kóbor szörnyeket és az ellenséges városokat támadni, legyőzni. Az a fél győz, aki képes az összes többi rivális mágus fővárosát elfoglalni, vagy a szent helyek több mint felére templomot épít, esetleg kifejleszt minden varázslatot és elmondja az egység varázslatot, vagy pedig legyőzi az istenek avatárját.

### Városok és a területek
A játék négy forrását, a manát, az aranyat, az élelmet és a fejlesztési pontokat a városok és a hozzájuk tartozó épületek termelik. A város lakossága szabja meg, hogy hány épülete lehet, s ezek a várostól milyen messze helyezkedhetnek el. Egyes épületek csak speciális területre építhetőek, ilyenek például az ezüstlelőhelyek és szent helyek, vagy a minotaurusz barlangok. Az adott hatszög típusa bónuszt vagy levonást adhat a termelt értékekhez. Általánosságban, a termékeny területek az élelemtermeléshez adnak bónuszt, a fagyos helyek a manatermeléshez, míg a sivatagosak az aranytermeléshez.
Minden város a játék három faja közül az egyikhez tartozik. Ezek az ember, az élőhalott és a szörny. A főváros népessége a mágusnak megfelelő fajba fog tartozni. A további városok a telepest kiképző város népességének megfelelő fajúak. A város faja meghatározza, hogy milyen egységek képezhetőek az adott városban.
A kezdő világon - Ardanián - kívül vannak más dimenziók, amelyek kapukon keresztül közelíthetőek meg. Ezen világok sokkal barátságtalanabbak, mint a kezdő világ, cserébe viszont több speciális terület található ezeken, így erősebb városok építhetőek rajtuk.

### Katonai egységek és a harc
Katonai egységeket a városainkban képezhetünk vagy varázslattal idézhetünk. Az egységek élelmet, esetleg aranyat és/vagy manát fogyasztanak. A város faja és az ott megépített épületek meghatározzák, hogy milyen egységeket lehet képezni az adott városban. A város fejlesztése és az egységek képzése egymással párhuzamosan halad, így az épületek építése nem hátráltatja a katonai egységek képzését. Az egységeket a támadópontjuk, a közelharci és távolsági támadással, valamint a különböző mágiatípusokkal szembeni védelme határozza meg. Ezen értékeket az egységek szintje, speciális felszerelése és a harc körülményei befolyásolják. A harc előtt általában tudhatjuk, hogy körülbelül milyen sérülést fogunk okozni, s mennyi szenved el az egységünk.

A szárazföldi egységek a mozgáspontjuktól és a tereptől függően mozoghatnak a térképen. A játékos területén belül kétszeres sebességgel mozognak. A szárazföldi egységek a tengerre kihajózhatnak, de ott védtelenek, s nem támadhatnak. Speciális tengeri hajókkal lehet a tengeri csatákat megvívni. A játékban vannak repülő egységek is, ők figyelmen kívül hagyhatják a terep viszontagságait mozgásuk során.

### Mágia
A csekély (1-2) kezdő varázslatunkon kívül minden új varázslatot ki kell fejlesztenünk. A fejlesztés sebessége a fejlesztési pontjainktól függ. A varázslatok javíthatják (áldások) vagy ronthatják (átkok) egységek és városok képességeit, közvetlenül sebezhetnek vagy gyógyíthatnak egységeket, szörnyeket idézhetnek, akik mellettünk fognak harcolni, illetve ellenségeink varázslatait törhetjük meg, vagy akadályozhatjuk meg velük. Egyes varázslatok lehetővé teszik magának a környezetnek a megváltoztatását, pusztasággá vagy termékennyé változtatva a földet kívánságunk szerint.

### Diplomácia és vallás
A Warlock: Master of the Arcane-ban a többi mágussal és az istenekkel lehetünk kapcsolatban. Diplomáciát folytathatunk a többi mágussal, akikkel már találkoztunk. Lehetőségeink itt igen korlátozottak: háborút hirdethetünk, békét-, megnemtámadási szerződés és szövetséget köthetünk. Ajánlatainkat vagy követeléseinket némi arannyal és varázslatok átadásával tehetjük értékesebbé.

Cselekedeteink, például az épített templomok és a teljesített vagy elbukott küldetések meghatározzák, hogy milyen mértékben kedvelnek az istenek. Minél jobban kedveli egy isten a mágusunkat, a vele ellentétes nézeteket valló annál kevésbé fogja. Az istenek lehetővé tehetik, hogy bizonyos erős papi mágiát fejlesszen ki a mágus, illetve a templomok lehetővé teszik új katonai egységek képzését.

## Letölthető tartalmak
A 2012. május 9-én kiadott Powerful Lords kiegészítőt a játékot előrendelők ingyen megkapták, ez két új hőst ad a játékhoz. 2012. május 29-én adták ki a Power of the Serpent kiegészítőt, amely egy új mágussal, a koatl nevű, kígyószerű lényekkel, s a hozzájuk tartozó egységekkel és épületekkel gazdagítja a játékot. A 2012. augusztus 2-án kiadott Master of Artifacts kiegészítő lehetővé teszi ereklyék készítését varázslattal, valamint ezen ereklyéket a hősök használhatják. A 2012. augusztus 2-án kiadott Return of the Elves egy új fajt az Arethi-i tündét vezeti be új épületekkel, egységekkel, főmágussal és egyéb ehhez kapcsolódó tulajdonságokkal együtt. A legutolsó, 2012. november 16-án kiadott, Armageddon, című kiegészítő két új mágust, új mágus képességeket, és az armageddon játékmódot tartalmazza. Ebben a játékmódban egy dremer nevű faj támadja az egész világot.

## Fogadtatás
Kiadását követően a Warlock: Master of the Arcane vegyes fogadtatásban részesült, a Metacritic-en 71/100 pontot ért el.
| Összegzőoldal | Értékelés |
| ------------- | --------- |
| GameRankings  | 71%       |
| Metacritic    | 71/100    |

| Szerző        | Értékelés |
| ------------- | --------- |
| Eurogamer     | 7/10      |
| Game Informer | 6,5/10    |
| GameSpot      | 7,5/10    |
| GameSpy       | [ 9 ]     |
| IGN           | 7,5/10    |
| PC Guru       | 70/100    |
| Play Dome     | 6/10      |
| Gamer365      | 6/10      |
| DemonicPlayer | 8,5/10    |
| GameChannel   | 7/10      |